# Калвитис, Айгарс
А́йгарс Ка́лвитис (латыш. Aigars Kalvītis; род. 27 июня 1966, Рига) — латвийский политический деятель, премьер-министр Латвии (2004—2007), министр сельского хозяйства Латвии (1999—2000) и экономики Латвии (2000—2002), председатель правления Latvijas Gāze (c 2015 года), президент Федерации хоккея Латвии (c 2016 года).

## Биография
В 1980-е годы проходил срочную службу в ВМФ СССР.
Окончил Латвийский сельскохозяйственный университет (1992) по специальности «экономика».
С 1992 по 1998 год работал менеджером в различных сферах, связанных с сельским хозяйством.
В 1997 году стал одним из основателей Народной партии (Tautas Partija).
В 1998 году впервые избран в парламент страны.
В 1999—2000 годах — министр сельского хозяйства.
В 2000—2002 годах — министр экономики.
В 2002 году вновь избран депутатом парламента и возглавил парламентскую фракцию Народной партии.
24 ноября 2004 года президент Латвии Вайра Вике-Фрейберга поручила Айгару Калвитису создание нового кабинета министров, а 2 декабря 2004 года парламент Латвии утвердил правительство, сформированное Калвитисом. За время работы данного состава парламента это был уже третий премьер-министр. Если считать с восстановления независимости Латвии в 1991 году, то Айгар Калвитис возглавил 11-е по счёту правительство.
После выборов 2006 года Айгар Калвитис возглавил новый состав правительства.
7 ноября 2007 года объявил о предстоящей отставке. Исполнял обязанности премьера до утверждения нового правительства 20 декабря.
В 2009 году ушёл из политики.
7 октября 2016 года после отставки предыдущего правления Федерации хоккея Латвии во главе с Кировом Липманом был избран новым президентом федерации.

## Личная жизнь
Женат, имеет трёх сыновей.